# Michael Green (escritor)
Michael Green é um escritor, roteirista e produtor estadunidense. Foi indicado ao Oscar de melhor roteiro adaptado na edição de 2018 por escrever Logan.

## Filmografia
- Logan (2017)
- Alien: Covenant (2017)
- Blade Runner 2049 (2017)
- Murder on the Orient Express (2017)
- American Gods (2017)
- Green Lantern (2011)
- Smallville (2002)